# Steve Cook
Steve Anthony Cook (Hastings, Inglaterra, Reino Unido, 19 de abril de 1991) es un futbolista inglés. Juega de defensa y su equipo es el Queens Park Rangers F. C. de la EFL Championship de Inglaterra.

## Trayectoria

### Brighton & Hove Albion
Formado en las inferiores del club, Cook hizo su debut en el primer equipo del Brighton & Hove Albion durante la vicotoria en la tercera ronda de la Copa de la Liga sobre el Manchester City el 24 de septiembre de 2008. Cook hizo su segunda aparición como sustituto del Brighton durante el 2-1 de la FA Cup ante el Hartlepool United el 18 de noviembre de 2008.
El 23 de diciembre de 2008, Cook se unió al Havant & Waterlooville de la Conferencia Sur en préstamo por 6 semanas.
Al volver a Brighton, Cook hizo su primera aparición en la liga durante la derrota por 4-0 en casa frente al Crewe Alexandra el 28 de febrero de 2009.
Cook, junto con sus compañeros juveniles, Steve Brinkhurst y Josh Pelling, firmaron contratos profesionales con el Brighton el 7 de mayo de 2009.
El 20 de noviembre de 2009, se unió al Eastleigh de la Conferencia Sur, en calidad de préstamo para adquirir experiencia para el primer equipo. Cook fue expulsado en su debut en el empate 1-1 contra el Lewes en la tercera ronda de clasificación del FA Trophy, el 21 de noviembre de 2009.
El 16 de septiembre de 2010, Cook se fue una vez más en calidad de préstamo, esta vez a la Conferencia Nacional, al lado del Eastbourne Borough donde pasó un mes. Después de siete partidos y anotando una vez, en Eastbourne estaban dispuestos a extender el acuerdo de préstamo de Cook, pero sin embargo no tuvieron éxito ya que más tarde se unió a los rivales del Mansfield Town en un acuerdo de préstamo que duró hasta enero de 2011. El entrenador de Brighton, Gus Poyet, más tarde reveló que sentía que Cook debía añadir otro ingrediente a su educación futbolística por pasar tiempo lejos de Sussex, y que obligaría a Cook a "crecer".

### AFC Bournemouth
El 27 de octubre de 2011 se unió a préstamo al AFC Bournemouth de la League One.
El 3 de enero de 2012 se reincorporó permanentemente al Bournemouth en un fichaje de 150 000 £, firmando un contrato por tres años y medio.
El 4 de diciembre de 2016 anotó el empate y fue parte de la jugada del gol de victoria en una de las más grandes remontadas de la historia del club, cuando derrotó al Liverpool, por primera vez en su historia, por 4-3.
Tras diez años en el club, en los que marcó 20 goles y jugó 389 partidos, en enero de 2022 se marchó al Nottingham Forest F. C. Ese mismo año consiguieron ascender a la Premier League y disputó 12 encuentros en la competición. Para competir con mayor regularidad, en agosto de 2023 fichó por el Queens Park Rangers F. C.

## Clubes
| Club                                  | País       | Año       |
| ------------------------------------- | ---------- | --------- |
| Brighton & Hove Albion F. C.          | Inglaterra | 2008-2012 |
| Havant & Waterlooville F. C. (cedido) | Inglaterra | 2009      |
| Eastleigh F. C. (cedido)              | Inglaterra | 2009-2010 |
| Eastbourne Borough F. C. (cedido)     | Inglaterra | 2010      |
| Mansfield Town F. C. (cedido)         | Inglaterra | 2010-2011 |
| AFC Bournemouth (cedido)              | Inglaterra | 2011      |
| AFC Bournemouth                       | Inglaterra | 2012-2022 |
| Nottingham Forest F. C.               | Inglaterra | 2022-2023 |
| Queens Park Rangers F. C.             | Inglaterra | 2023-     |

## Palmarés

### Títulos nacionales
| Título           | Club            | País       | Año     |
| ---------------- | --------------- | ---------- | ------- |
| EFL Championship | AFC Bournemouth | Inglaterra | 2014-15 |